# Carl Gottlieb
Carl Gottlieb (New York, 18 marzo 1938) è uno sceneggiatore, regista, autore televisivo, produttore televisivo e attore statunitense.
È noto principalmente per aver partecipato alla sceneggiatura dei film Lo squalo (1975), Lo squalo 2 (1978) e Lo squalo 3 (1983), per aver diretto il film Il cavernicolo (1981) e aver partecipato come sceneggiatore a numerosi programmi televisivi americani.

## Biografia
Nato in una famiglia borghese di origine ebraica, frequenta l'università di Syracuse, dove studia teatro. Negli anni '60 entra a far parte del gruppo di improvvisazione "The Commitee", a San Francisco. Alla fine degli anni '60 comincia a scrivere programmi per la televisione americana, come Music Scene, Saturday Night Live, La strana coppia, The Smothers Brothers Comedy Hour. Tra i collaboratori di quest'ultimo ci sono Steve Martin e Steven Spielberg, con i quali Gottlieb stringe amicizia. Compare come attore in ruoli minori in numerosi film, fra cui M*A*S*H (1970), Il lungo addio (1973), Lo squalo (1975), Cannonball (1976), Tutto in una notte (1985).
Nel 1971 produce il documentario musicale Celebration at Big Sur (regia di Baird Bryant e Johanna Demetrakas), lavorando poi come produttore televisivo fino al 1999. Grazie all'amicizia con Steven Spielberg, viene ingaggiato a produzione avviata per la riscrittura del copione de Lo squalo, così come de Lo squalo 2 (1978). Viene invece ingaggiato come co-sceneggiatore per Lo squalo 3 (1983). Ha scritto un libro, tratto dal diario della lavorazione de Lo squalo, dal titolo The Jaws Log. Collabora inoltre con Steve Martin come regista del cortometraggio The Absent-Minded Waiter (1977), candidato al premio Oscar al miglior cortometraggio nel 1978) e co-sceneggiatore del film Lo straccione (1979). Nel 1981 esordisce nella regia di lungometraggi con Il cavernicolo (1981). Come regista lavorerà prevalentemente per la televisione. Insieme con John Landis, Joe Dante, Peter Horton e Robert K. Weiss dirige alcuni segmenti del film Donne amazzoni sulla Luna (1987).

## Filmografia

### Regista
- The Absent-Minded Waiter (1977), cortometraggio
- Laverne & Shirley (1977), serie TV
- Delta House (1979), serie TV
- Il cavernicolo (Caveman, 1981), anche sceneggiatura
- George Burns Comedy Week (1985), serie TV
- Leo & Liz in Beverly Hills (1986), serie TV
- Paul Reiser Out on a Whim (1987), film TV
- Hooperman (1988), serie TV
- Donne amazzoni sulla Luna (Amazon Women on the Moon, 1987), co-regia con John Landis, Joe Dante, Peter Horton e Robert K. Weiss
- Partners in Life (1990), serie TV
- Campus Cops (1995), serie TV

### Sceneggiatore
- The Smothers Brothers Comedy Hour (1968 -1969), serie TV
- Music Scene (1969 - 1970), serie TV
- The Super (1972), serie TV
- The Bob Newhart Show (1972), serie TV
- The Flip Wilson Special (1974), speciale TV
- La strana coppia (The Odd Couple, 1974), serie TV
- Saturday Night Live (1975), serie TV
- Lo squalo (Jaws, 1975), regia di Steven Spielberg - anche attore
- The Deadly Triangle (1977), film TV, regia di Charles S. Dubin
- Which Way Is Up? (1977), regia di Michael Schultz
- Crisis in Sun Valley (1978), film TV, regia di Paul Stanley
- Lo squalo 2 (Jaws 2, 1978), regia di Jeannot Szwarc
- Lo straccione (The Jerk, 1979), regia di Carl Reiner
- The Tom and Dick Smothers Brothers Special I (1980), speciale TV
- Doctor Detroit (1983), regia di Michael Pressman
- Lo squalo 3 (Jaws 3-D, 1983), regia di Joe Alves
- George Burns Comedy Week (1985), serie TV
- Morton & Hayes (1991), serie TV
- Independence (2001), cortometraggio
- 51st Annual L.A. County Holiday Celebration (2010), speciale TV

## Pubblicazioni
- The Jaws Log, Dell Publishing, 1975